# المخيم الكشفي العالمي الحادي عشر
عقد المخيم الكشفي العالمي الحادي عشر في أغسطس 1963 في اليونان في في مدينة ماراثوناس.
وكان ديمتريوس أليكساتوس رئيس المخيم.
وكانت أكبر وحدة لهذا الحدث بريطانيا حيث كان عددهم ما يقرب من 1200 كشاف (وقد تم دمج أكبر جسر جوي لكشافة المملكة المتحدة من أي وقت مضى).
تم تقسيم المخيم إلى 11 معسكراً كشفياً فرعياً، بالإضافة إلى 5 معسكرات فرعية آخرى للموظفين والإداريين والتقنيين، وولقد غطت المساحة الإجمالية حوالي 5 كيلو متر مربع.